# Цорцои (Белуно)
Цорцои је насеље у Италији у округу Белуно, региону Венето.
Према процени из 2011. у насељу је живело 208 становника. Насеље се налази на надморској висини од 674 м.